# Base Charcot
La Base Charcot (en francés: Base Charcot) fue una estación de investigación científica de Francia en la Antártida creada para participar en el Año Geofísico Internacional. Se encontraba en el interior de la Tierra Adelia. Recibió su nombre en homenaje a comandante y explorador antártico francés Jean-Baptiste Charcot. Esta base solo existió durante el Año Geofísico Internacional, y acogió dos invernadas de tres hombres. La primera con Claude Lorius, Jacques Dubois, y Roland Schlich, y la segunda con René García, Henri Larzillière, y Guy Ricou. Fue cerrada el 4 de enero de 1959 y quedó enterrada en el hielo.
Para participar en el Año Geofísico Internacional el 12 de enero de 1956 fue inaugurada una nueva base en la isla de los Petreles en el archipiélago de Punta Geología. Esta base recibió el nombre de Base Dumont d'Urville. Una base de avanzada destinada al estudio de la glaciología, la Base Charcot, fue instalada en enero de 1957 a 317 km de la costa de la Tierra Adelia y a 2400 m s. n. m., cerca del Polo Sur Magnético.
Los hombres y el material para la nueva base llegaron a la Tierra Adelia en el barco a vapor noruego Norsel. Los tres módulos de la base fueron ensamblados en Dumont d'Urville y luego toda la base y el resto de los equipos remolcados en trineos SnowCat en una expedición de ida y vuelta de tres meses liderada por Roger Guillard.
La base tenía un cuerpo principal 24 m² (la baraque) que se componía de secciones semi cilíndricas de chapa ensamblada de extremo a extremo. Esta forma estaba diseñada por Yves Valette para soportar mejor la presión de la nieve acumulada sobre ella. Galerías horizontales estaban conectadas a la casa de los dispositivos de medición científica. Un conducto de aire vertical que se abría un par de metros por encima del nivel de la nieve aseguraba la aireación. Su única comunicación con el resto del mundo era un equipo de radio identificado como FB8YY/P.